# Nogometni Klub Izola
El Nogometni Klub Izola fou un club de futbol eslovè de la ciutat d'Izola.

## Història

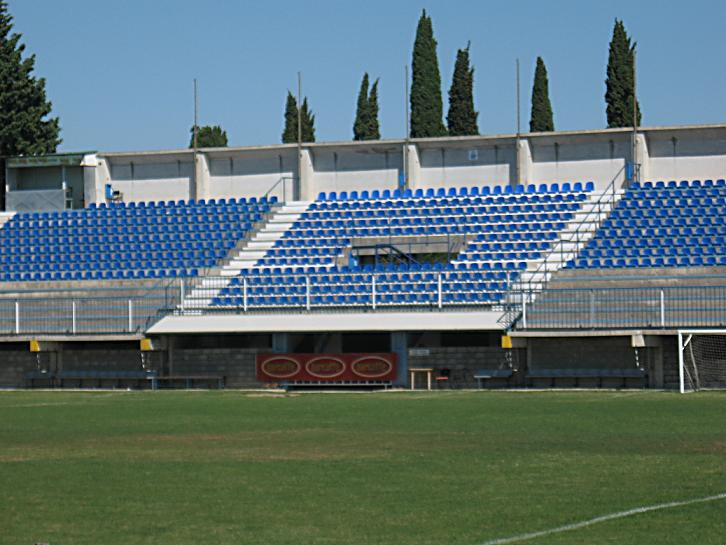
Estadi Ciutat d'Izola

El club nasqué el 1923 com a Club Calcistico Giovanile Isola d'Istria, quan la ciutat era part d'Itàlia. Fou conegut entre 1930-1946 com a Ampelea Isola d'Istria. Els internacionals italians Giuseppe Grezar Alberto Eliani i Aredio Gimona jugaren al club la temporada 1943-44. El club jugà la Copa de la UEFA de la temporada 1992-93, perdent amb el Benfica. Es va dissoldre la temporada 1995-96.
El 1996 es fundà el club MNK Izola, que es considera successor.

## Palmarès
- Tercera divisió iugoslava / Lliga eslovena: 
  - 1989-90